# دایمار لیو
دایمار لیو (استونیایی: Daimar Liiv؛ زادهٔ ۱ ژانویهٔ ۱۹۶۶) سیاستمدار و نماینده سابق اهل استونی است.